# Sulake
Sulake är ett multimediaföretag med huvudkontor i Helsingfors, Finland. Sulake grundades av Sampo Karjalainen och Aapo Kyrölä år 2000. Företagets huvudfokus är på virtuella världar och multiplayer-spel.

## Historia
Sulakes första projekt, en webbplats kallad Mobile Disco, var avsedd att stödja ett finskt rapband kallat Mobiles år 1999. När sajten växte i popularitet så gjorde de en separat internationell version. Sulake sålde sedan konceptet till den finska telekommunikationsjätten Elisa Oy genom reklambyrån Taivas.
Karjalainen och Kyrölä började då göra ett online multiplayer-spel som blev kallat Lumisota (Snökrig). Spelet "Snowstorm" på Habbo Hotel är baserat på det. 
I augusti 2000 blev företagets produkt Hotelli Kultakala (Hotel Guldfisken) lanserat som en del av Elisa Oys portal, som blev basversionen för Habbo Finland. Idag finns det 18 virtuella hotell i världen, med sammanlagt 172 miljoner registrerade konton (juni 2010) eller "Habbor". Sedan februari 2013 är Elisa huvudägare för Sulake.
Sulake vann år 2005 Deloittes Technology Fast50 competition.